# Luis Marín de San Martín
Luis Marín de San Martín, O.S.A. (Madrid, España, 21 de agosto de 1961) es un religioso agustino español que, desde febrero de 2021, es obispo titular de Suliana y subsecretario del Sínodo de los Obispos.

## Biografía

### Primeros años
Estudió en Madrid, en el Colegio San Agustín, regentado por los agustinos. Poco después de acabar sus estudios ingresó en la misma Orden, realizando en ella sus primeros votos el 5 de septiembre de 1982, y sus votos solemnes el 1 de noviembre de 1985. Fue ordenado sacerdote el 4 de junio de 1988. Realizó el doctorado en Sagrada Teología en la Universidad Pontificia Comillas.
Entre 1996 y 1999 fue formador del Seminario Mayor Tagaste en Los Negrales. Entre 1999 y 2002 fue consejero provincial y párroco de una parroquia de Madrid. En 2002 fue nombrado prior del Monasterio de Santa María de la Vid. Y desde 2008 residía en Roma, en la Curia General de su Orden, donde ha estado ejerciendo de archivero general, de asistente general de los agustinos, y de presidente del Institutum Spiritualitatis Augustinianae.

### Episcopado
El 6 de febrero de 2021, el papa Francisco lo nombró subsecretario del Sínodo de los Obispos, al mismo tiempo que le concedía la dignidad episcopal y le asignaba la Sede titular de Suliana. Recibió la ordenación episcopal el 11 de abril de manos del cardenal Carlos Osoro Sierra.

## Publicaciones
Es autor de varios libros y publicaciones:
- Agustinos: novedad y permanencia. Historia y espiritualidad de los orígenes (Madrid, 1990)
- Juan XXIII. Retrato eclesiológico (Barcelona, 1998)
- Los agustinos. Orígenes y Espiritualidad (Roma, 2009)
- Las Iglesias Orientales (Madrid, 2011)
- San Juan XXIII. Maestro espiritual (Madrid, 2014)